# Édouard Zeckendorf
Pour les articles homonymes, voir Zeckendorf.
Édouard Zeckendorf (2 mai 1901 - 16 mai 1983) était un médecin belge, officier de l'armée, et mathématicien. Il est connu pour  avoir démontré que tout entier positif a une représentation unique comme somme de nombre de Fibonacci non consécutifs. Cette représentation est la représentation de Zeckendorf.

## Biographie
Zeckendorf est né à Liège en 1901. Il a fait des études de médecine à l'université de Liège. En 1925, il obtient son doctorat et intègre le corps médical de l'armée belge. De 1930 à 1940, Zeckendorf dirige l'hôpital militaire Saint Laurent de Liège. A la capitulation de l'armée belge, le 28 mai 1940, Zeckendorf est fait prisonnier, et est interné dans des camps d'officiers jusqu'en 1945. 
En 1949-1950, Zeckendorf dirige la mission belge auprès de la commission des  Nations unies pour l'Inde et le Pakistan, chargée de l'inspection de la ligne d'armistice. 
Zeckendorf prend sa retraite de l'armée en 1957 comme colonel. Jusqu'à sa mort, en 1983, il participait régulièrement aux réunions mensuelles de la société royale des sciences de Liège, dont il était membre associé depuis juin 1957.

## Contributions mathématiques
Zeckendorf a écrit de nombreux articles de mathématiques entre 1949 et 1978, la plupart publiés dans le Bulletin de la société royale des sciences de Liège. Sa contribution la plus connue est le théorème prouvant l'existence et l'unicité de la représentation d'un entier positif comme somme de nombres de Fibonacci ou de nombres de Lucas non consécutifs.
Par exemple, on a :
{\displaystyle 71=55+13+3},
{\displaystyle 1111=987+89+34+1}.